# Wydział Rzeźby i Intermediów Akademii Sztuk Pięknych w Gdańsku
Wydział Rzeźby i Intermediów Akademii Sztuk Pięknych w Gdańsku – jeden z czterech wydziałów Akademii Sztuk Pięknych w Gdańsku. Jego siedziba mieści się w Małej Zbrojowni przy Placu Wałowym 15 w Gdańsku. Wydział powstał w 1947 r..

## Struktura
- Katedra Rzeźby
  - 1. Pracownia Podstaw Rzeźby
  - 2. Pracownia Podstaw Rzeźby
  - Pracownia Podstaw Projektowania Plastycznego
  - 1. Pracownia Rzeźby
  - 2. Pracownia Rzeźby
  - 3. Pracownia Rzeźby
  - Pracownia Technik Rzeźbiarskich[2]

Katedra Rysunku
- Pracownia Podstaw Rysunku
  - 1. Pracownia Rysunku
  - 2. Pracownia Rysunku[3]
- Katedra Specjalizacji
  - Pracownia Ceramiki Artystycznej
  - Pracownia Medalierstwa i Małych Form Rzeźbiarskich
  - Pracownia Projektowania i Organizacji Przestrzeni[4]
- Katedra Intermediów
  - Pracownia Działań Transdyscyplinarnych
  - Pracownia Przestrzeni Audio i Video
  - Pracownia Intermediów i Fotografii Cyfrowej[5]

## Kierunki studiów
- Rzeźba
- Intermedia[1]

## Władze
- Dziekan: prof. Katarzyna Józefowicz
- Prodziekan: dr hab. Robert Kaja[1]